# Herman Neubronner van der Tuuk
Hermanus Neubronner (Herman) van der Tuuk (Malakka, Nederlands-Indië 23 februari 1824 – Soerabaja, Nederlands-Indië 17 augustus 1894) was een Nederlands Bijbelvertaler, taalkundige en polyglot, gespecialiseerd in de talen van Nederlands-Indië.

## Jeugd
Van der Tuuk werd geboren als zoon van Sefridus van der Tuuk (geboren 1776  te Mensingeweer thans gemeente Het Hogeland in de provincie Groningen) en Louisa Neubronner uit Malakka. 
Sefridus van der Tuuk was een Nederlands jurist, die zich in het destijds nog tot Nederlands-Indië behorende Malakka vestigde en daar trouwde met een Euro-Aziatische vrouw van deels Duitse afkomst. Haar familienaam, Neubronner, werd aan Herman als tweede voornaam gegeven. Toen Malakka in 1825 bij het Verdrag van Londen (1824) met de Britten werd geruild voor onder andere de streek Benkoelen op het eiland Sumatra, verhuisde het gezin naar Soerabaja.

## Opleiding
Rond zijn twaalfde jaar werd Van der Tuuk naar Nederland gestuurd. Hij volgde het gymnasium in Veendam en deed in 1840 op zestienjarige leeftijd toelatingsexamen voor de Universiteit van Groningen. In 1843 volgde zijn kandidaatsexamen rechten maar zijn werkelijke belangstelling bleek reeds toen uit te gaan naar de talenstudie. In 1845 verwisselde hij Groningen voor Leiden waar hij de colleges Arabisch en Perzisch kon volgen van de bekende arabist Th.W.J. Juynboll. Ook studeerde hij Sanskriet en deed hij een grondige kennis van het Maleis op.
Van der Tuuk liet zijn omvangrijke collectie van manuscripten, aantekeningen, tekeningen, foto’s en boeken na aan de Universiteitsbibliotheek Leiden.

## Taalkundige en taalpolitieke situatie
De impuls tot linguïstische activiteiten in de Oost-Indische koloniën ging tot ver in de 19e eeuw vooral uit van zending. Omdat men de Bijbel wilde vertalen in de talen van de Nederlands-Indische volkeren werd de taalstudie ter hand genomen en die begon met de Maleise en de Javaanse taal. Rond het midden van de 19e eeuw werd de tijd rijp geacht om ook andere talen te gaan onderzoeken en er de Bijbel in te vertalen. Een van de eerste talen waarop de keus viel, was het Bataks, overigens veeleer een taalgroep.
Hieraan lagen behalve religieuze ook politiek getinte overwegingen ten grondslag. De katholieke missie die geruime tijd verboden was geweest, kreeg in 1807 weer toestemming om activiteiten te ontplooien in Nederlands-Indië, en de concurrentie met de protestantse zending was de gehele eeuw sterk. Daarnaast wilde men de islam indammen. Op Sumatra was de Maleise bevolking van het oosten en van de kuststreken al goeddeels geïslamiseerd, maar de etnische groeperingen in het binnenland waren nog onbekeerd, in de termen van die tijd “heidens”. Zij zouden dan ook ontvankelijker zijn voor de christelijke boodschap. De Batakstammen behoorden tot die binnenlanders.

## Taalkundige werkzaamheden

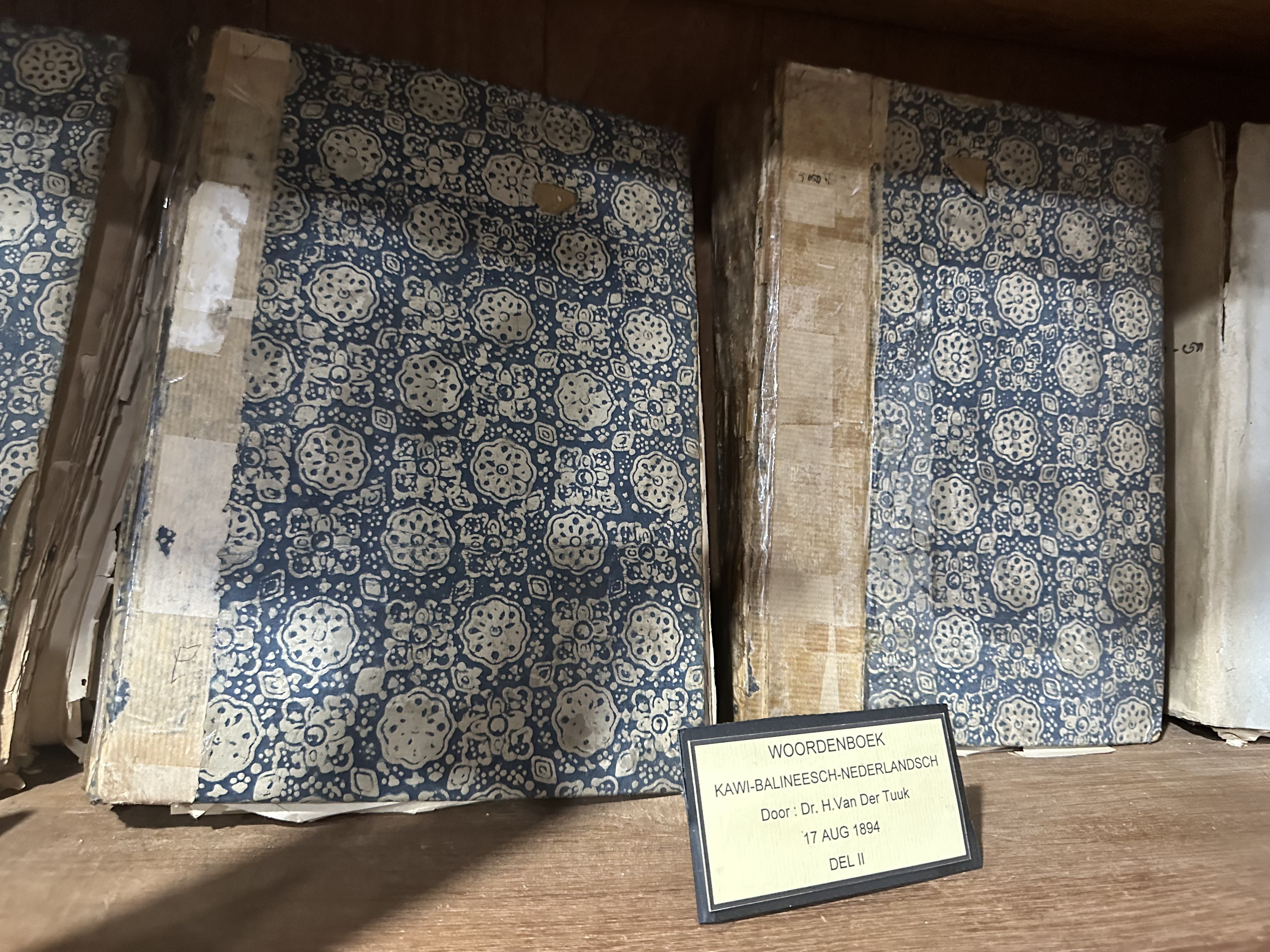
Kawi-Balineesch-Nederlandsch woordenboek uitgegeven in 1894 tentoongesteld in Gedong Kirtya

Het protestantse “Nederlandsch Bijbelgenootschap” (NBG) besloot Van der Tuuk, in naam rechtenstudent maar inmiddels bekend om zijn fenomenale aanleg voor talen, aan te stellen als taalafgevaardigde voor de Bataklanden. Aangezien de binnenlanden van Sumatra nog goeddeels onontdekt gebied waren, werd het aan hemzelf overgelaten waar hij zich zou vestigen en welke Bataktaal hij zou bestuderen om er vervolgens een Bijbelvertaling in te schrijven. De keus zou uiteindelijk op het Toba-Batak vallen.
In 1849 kwam Van der Tuuk op Java aan. Daar werd hij ernstig ziek – zijn hele leven is hij overigens geplaagd door diverse ziekten en door depressies. In dit geval was het middel, een zwavelbehandeling, blijkbaar erger dan de kwaal, en Van der Tuuk verzocht in verwarde brieven aan het NBG hem van zijn taak te ontslaan. Het Genootschap ging hierop niet in, waarschijnlijk omdat men over zijn toestand had vernomen.
In 1851 was hij voldoende hersteld om naar de Bataklanden te reizen. Via Padang kwam hij in de kustplaats Siboga of Sibolga aan, waar hij echter zijn werk niet goed kon uitvoeren. Aan de kust waren veel Maleiers gevestigd, en om met de Bataks in nauw contact te komen moest hij het onbekende binnenland in. Dat lukte pas in 1852 toen hij zo'n honderd kilometer het land in trok. Later heeft hij nog een andere tocht gemaakt, waarbij hij de eerste Europeaan was die het Tobameer aanschouwde. Inmiddels had hij zich in de noordelijker gelegen kustplaats Baroes gevestigd, waar de Batakinvloeden nog sterk aanwezig waren.
Hij werkte aan zijn opdracht, die taalkundig was (het schrijven van een woordenboek en een grammatica), maar ook praktisch (het maken van een Bijbelvertaling). Maar in 1854 werd hij weer ziek; ditmaal schijnen een leverziekte en hernieuwde depressies hem te hebben gekweld. Uiteindelijk keerde hij in 1856 voor verlof naar Nederland terug. Hij bleef er tot 1868, en vertaalde er Bijbelboeken in het Batak (1859), bracht zijn Bataks woordenboek uit (1861), formuleerde er zijn klankwetten, en ontving in 1861 een eredoctoraat van de Universiteit van Utrecht. Tijdens zijn verlof raakte hij bevriend met de Amsterdamse jonkheer Willem Jan van Eys, een taalkundig autodidact die bezig was een Baskische grammatica te schrijven en bij wie hij bij vertrek “twee koffers” met boeken in bewaring gaf.
In 1862 vond het NBG dat Van der Tuuk wel weer naar Nederlands-Indië kon afreizen. Er was nu behoefte aan een Bijbelvertaling in het Balisch, en op Bali zou Van der Tuuk dus worden geplaatst. Hij bleef echter onverstoorbaar in Nederland aan zijn Batak-grammatica werken, die in 1864 en 1867 in twee delen verscheen. Wel hield hij zich ondertussen bezig met de studie van andere talen, zoals het Balisch en hetKawi (Oud-Javaans), en ook publiceerde hij veel over het Maleis.
In 1868 keerde hij naar Nederlands-Indië terug, en reisde eerst nog naar het Zuid-Sumatraanse Lampung om van de taal aldaar een woordenboek samen te stellen. In 1869 keerde hij, opnieuw ziek geworden, naar Java terug waar hij en passant een studie van het Soendaas maakte om ten slotte in 1870 naar Bali te vertrekken.
Daar begon hij aan een Balisch woordenboek, om al spoedig te ontdekken dat daarbij de studie van het Kawi (Oud-Javaans) onontbeerlijk was. Dit bracht hem tot de slotsom dat zijn werk dan maar een Kawi-Balineesch-Nederlandsch woordenboek moest worden. Het NBG, dat vooral belang stelde in een Bijbelvertaling, had hierover zijn aarzelingen, waarna Van der Tuuk besloot in overheidsdienst te treden.
Hij deed dat in 1873. Daarna heeft hij tot het eind van zijn leven aan zijn drietalig woordenboek gewerkt, dat voor zijn dood niet meer verscheen. Ondertussen bleef hij actief met andere taalzaken, zoals de herziening van een Maleis en van een Kawi-Javaans woordenboek.

### Taalbeheersing
Van der Tuuk bestudeerde en beheerste tal van Indonesische talen, maar ook andere, of het nu Arabisch was, Tamil, Sanskriet of een andere taal uit Zuidoost-Azië. Van hem werd gezegd dat hij een woordenboek in enkele dagen kon memoriseren, een taal kon leren in luttele maanden.

### Methodiek en inzichten
De methodiek die Van der Tuuk doorgaans toepaste, was tweeledig. Enerzijds omringde hij zich met moedertaalsprekers: daarom trok hij uit het te zeer vermaleiste Sibolga weg; daarom ook vestigde hij zich uiteindelijk op Bali in een desa. In beide gevallen wilde hij onder de bevolking zijn. Vaak bediende hij zich van een informant die hem gezelschap hield, met wie hij at en die aldus voor hem als een taalbron kon dienen. Dan maakte hij driftig aantekeningen, die hij 's avonds uitwerkte.
Anderzijds legde hij er de nadruk op dat ook geschreven teksten van groot belang waren als informatiebron. Dit had te maken met zijn opvatting dat er zoiets bestond als “zuiver taalgebruik”. Ook was hij de mening toegedaan dat iedere taal een stelsel in verval was. De zuivere vorm kon slechts door reconstructie worden ontdekt.
Allengs neigde hij ook meer naar de vergelijkende taalwetenschappen. Toen hij zich bezighield met de studie van het Balisch, meende hij (niet zonder reden) dat dat alleen kon door de studie van het Oud-Javaans erbij te betrekken.

### Taalwetten van Van der Tuuk
Van der Tuuk heeft al polemiserend twee klankwetten geformuleerd.
De eerste luidt dat tussen een aantal Indonesische talen de fonemen /r/, /g/ en /h/ onderling uitwisselbaar zijn: pari naast page naast pahe, of urat naast ogat naast ohat.
De tweede wet beschrijft een vergelijkbare uitwisselbaarheid, maar dan van de fonemen /r/, /d/ en /l/: pari naast padi naast palai, of ron naast daun naast laun.

## Karakter en stellingnamen

### Christendom
Van Van der Tuuk is vaak gezegd dat hij het christendom in wezen niet welgezind was, terwijl hij zich toch in dienst stelde van de zending. De beschuldiging van dubbelspel ligt in die aanmerkingen veelal voor de hand. Toch heeft hij van zijn opvattingen nooit een geheim gemaakt; een aanbeveling van professor Taco Roorda (1801-1874), toen Van der Tuuk kandidaat stond voor zijn aanstelling bij het NBG, bevatte de uitdrukkelijke opmerking dat de aspirant geen “theologant” was.
Hij zag de zending echter als een beschavende kracht, en was ook van mening dat de opmars van de islam erdoor kon worden gestuit. Op grond van een verslag van zijn hand, heeft het NBG een adviesnota in die zin aan de regering uitgebracht.
Toen er uiteindelijk toch een verwijdering tussen hem en de zending ontstond, had dat veel te maken met het onmogelijke dilemma waarin hij verkeerde:
Vertaalt ge naar de eischen der taal, een zendeling beschuldigt u ligt van verkrachting van God's woord. Offert ge de taal aan den Bijbel op, een taalkundige maakt er zich dik over.
(Geciteerd in Groeneboer 2002, pag. 27)
Het was zijn opdracht vertalingen te maken, maar hij was ervan doordrongen dat dit onmogelijk was zonder dat er een grondige studie van de betreffende taal aan was voorafgegaan. Dit sprak in die dagen niet vanzelf. Veel zendelingen publiceerden in een Maleise kromtaal, wat de hoon van Van der Tuuk over hen afriep. Hij was te zeer taalwetenschapper in hart en nieren om zich met half werk tevreden te stellen.

### Conflicten
Met vele taalgeleerden heeft Van der Tuuk het aan de stok gehad. Hij nam daarbij geen blad voor de mond, en kon zelfs ronduit grof zijn. Berucht is zijn levenslange vete met professor Roorda, een kamergeleerde die van geheel andere taalopvattingen en -beschouwingen uitging dan Van der Tuuk, en die (ten onrechte) meende dat het Javaans een soort grondtaal was van andere Indonesische talen.
Fel bekritiseerde hij ook het gebrekkig Maleis dat door mensen die zich als autoriteit voordeden, vaak werd gebezigd en zelfs als standaard, of als grammaticavoorbeeld, naar voren werd gebracht. Zulke controverses waren niet ongewoon in een tijd waarin vele nieuwe taalinzichten doorbraken, en waarin geleerden elkaar vaak schamper en met spot bestreden.

### Anekdoten
- In zijn latere dagen op Bali werd Van der Tuuk een curiositeit. Hij leefde afgezonderd van de westerse wereld, en men vertelde dat zijn huis een vettige, stoffige smeerboel was. Een dignitaris die bij hem op bezoek wilde, zag hem reeds van verre op de veranda zitten, een stuk Edammer kaas in de hand. Toen Van der Tuuk de bezoeker ontwaarde, maakte hij afwerende gebaren en riep: "Ik ben niet thuis!"

- Dit verhaal is ook bekend in een versie waarin iedere bezoeker verversingen gepresenteerd kreeg uit een trommel waarin zich allerlei soorten kaasschaafsel bevonden; een weigering werd bestraft met Van der Tuuks eeuwigdurende vijandschap. Dit zal wel een fabeltje zijn, wellicht ingegeven door de vorige anekdote.

- Ondertussen was hij onder de Baliërs een gerespecteerd man. Hij had hun zeden en gewoonten zo grondig bestudeerd dat een der hoofden opmerkte: “Als we met een probleem zitten, raadplegen we Toean Dertik" (Toean van der Tuuk)

### Vernoemingen
In wijk Slotervaart in Amsterdam Nieuw-West bestond van 1955 tot 2024 het Hermanus van der Tuukhof, dat naar hem vernoemd was.